# Morton Castle

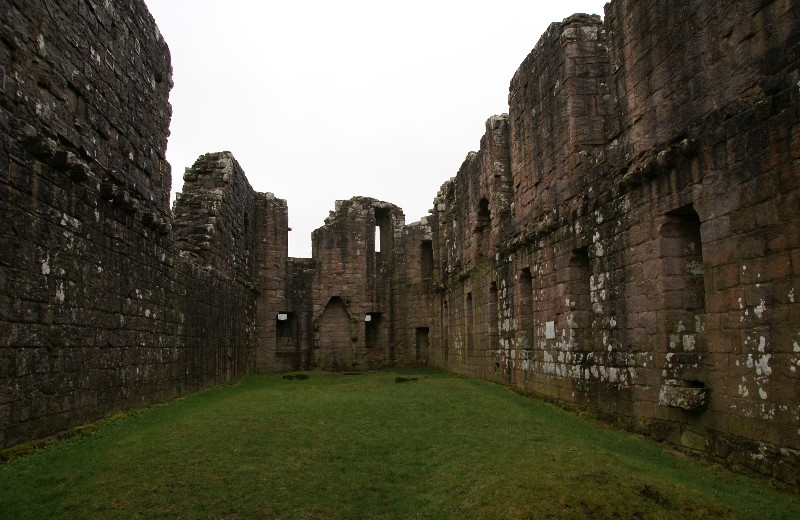
De binnenzijde van de woontoren vanaf het westen.

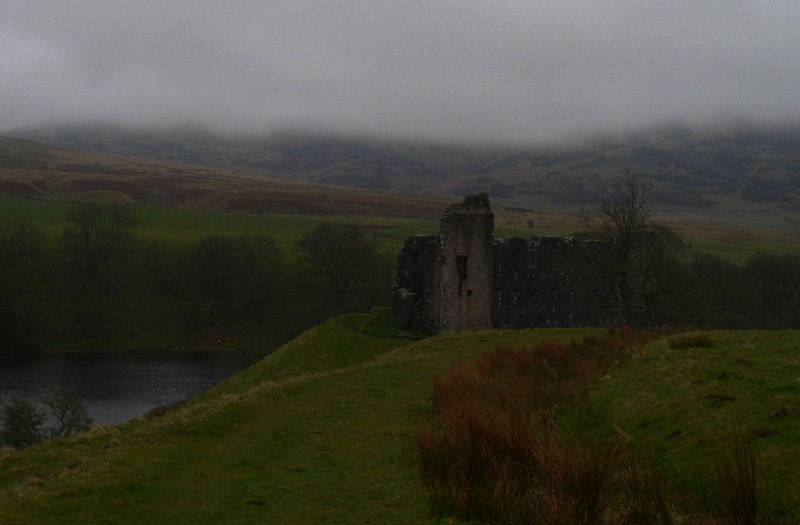
Morton Castle vanaf het zuiden met in het midden van de foto de ene toren die van het poortgebouw is overgebleven.

Morton Castle is een dertiende-eeuws kasteel, gelegen 2,5 kilometer ten noordoosten van Thornhill in de Schotse regio Dumfries and Galloway.

## Geschiedenis
Vermoedelijk werd het eerste kasteel op deze locatie gebouwd door Dunegal, Lord of Nithsdale, in de twaalfde eeuw. Later schonk Robert the Bruce de baronie van Morton aan zijn eigen neef Thomas Randolph. Men neemt aan dat Thomas Randolph een nieuw kasteel bouwde of het eerdere kasteel grondig verbouwde. Het is niet bekend of er in het latere kasteel nog delen bewaard zijn gebleven van het oorspronkelijke kasteel.
In 1357 sloot Schotland een verdrag met Engeland om David II van Schotland uit gevangenschap terug te krijgen. In dit Verdrag van Berwick werd bepaald dat er dertien kastelen in het zuidwesten van Schotland onbruikbaar gemaakt moesten worden. Morton Castle was een van die kastelen. Het kasteel werd minder verdedigbaar gemaakt, maar bleef wel bewoonbaar.
James Douglas, eerste graaf van Morton, kreeg het kasteel in 1396. Hij en zijn opvolger hebben het kasteel vermoedelijk weer verdedigbaar gemaakt.
Vanaf de tweede helft van de vijftiende eeuw verloor het kasteel zijn belang. Het veranderde in die periode een aantal malen van eigenaar. In 1580 werd de graaf van Morton geëxecuteerd voor zijn rol bij de moord op Henry Stuart Darnley in 1567. In 1588 werd het kasteel aangevallen en geplunderd door troepen van Jacobus VI van Schotland.
Aan het begin van de achttiende eeuw werd het kasteel definitief verlaten. De lokale bevolking heeft vervolgens de stenen van het kasteel gebruikt voor andere gebouwen in de regio. In de negentiende eeuw werden de ruïnes gedeeltelijk gerestaureerd.

## Bouw
Ten noorden, oosten en westen van het kasteel gaat de grond steil omlaag, waardoor het een natuurlijke bescherming heeft aan die zijden. In de achttiende eeuw is het moeras onderaan de heuvel veranderd in een kunstmatig meer (Morton Loch) door de bouw van een dam.
De woontoren van het kasteel heeft de vorm van een oost-westelijk georiënteerde rechthoek. Aan de zuidwestelijke zijde bevond zich de oorspronkelijke poort. De poort werd geflankeerd door twee grote torens. De meest westelijke toren is verwoest, vermoedelijk als gevolg van het verdrag uit 1357. De poort had voor die verwoesting een valhek en ophaalbrug. De woontoren heeft, naast de twee torens van het poortgebouw, een derde toren op de zuidoostelijke hoek. De beide noordelijke hoeken hadden vermoedelijk geen toren nodig door de natuurlijke bescherming van de helling. Er was bovendien een ringmuur aan die zijde. Deze liep vanaf de noordoostelijke hoek van de woontoren naar het noordwesten, langs de bovenste rand van de heuvel. Op een gegeven moment maakt deze ringmuur een knik naar het zuiden en stond vervolgens in verbinding met de westelijke toren van het poortgebouw. Er zijn geen aanwijzingen voor een ringmuur aan de zuidzijde van het kasteel.
De woontoren had in ieder geval twee verdiepingen. Op de begane grond bevonden zich de keukens en voorraadkamers. Op de eerste etage bevond zich de Grote Hal en aan de westzijde de vertrekken van de kasteelheer.

## Beheer
Morton Castle wordt beheerd door Historic Environment Scotland. Het staat in een afgelegen gebied, waardoor het niet gemakkelijk te vinden is.